# Sidorejo (Pondok Kelapa)
Sidorejo is een bestuurslaag in het regentschap Bengkulu Tengah van de provincie Bengkulu, Indonesië. Sidorejo telt 1530 inwoners (volkstelling 2010).